# فهرست وابسته‌های دیپلماتیک در ایتالیا

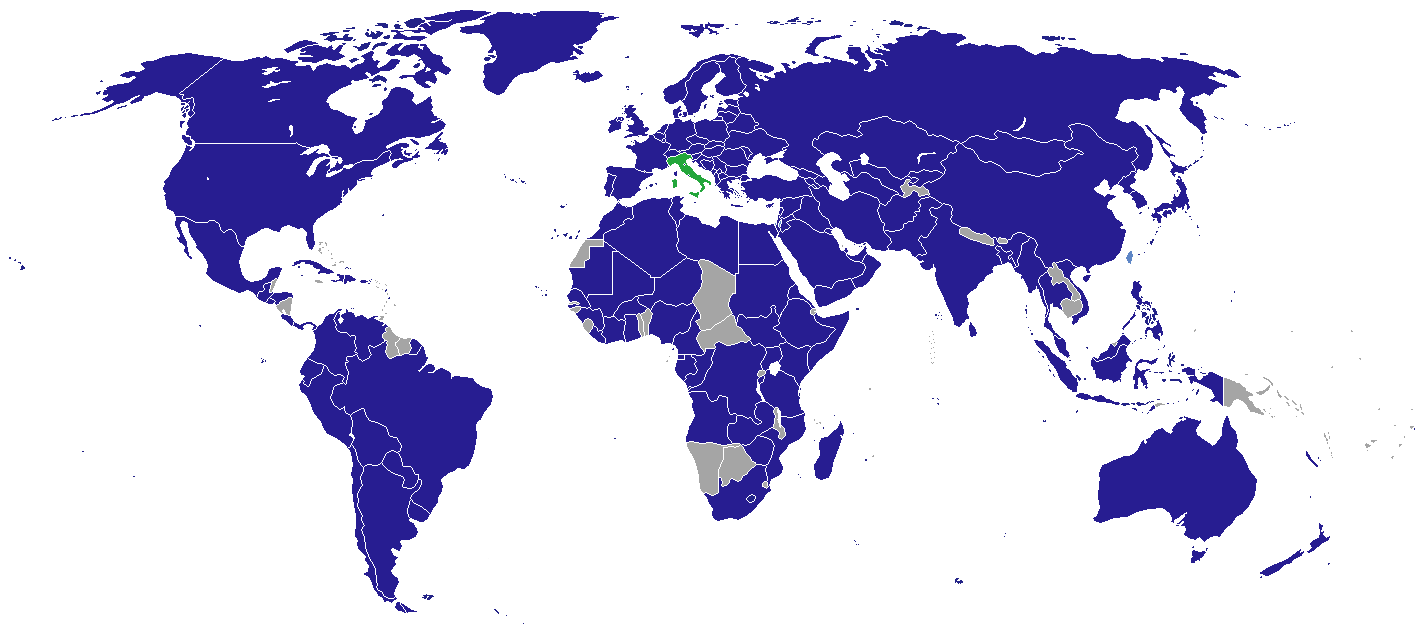
نقشه سفارت‌ها در ایتالیا

این صفحه فهرست سفارت‌ها در ایتالیا را نشان می‌دهد. در حال حاضر رم میزبان ۱۳۸ سفارت برای ایتالیا و همچنین برخی برای سریر مقدس شهر واتیکان است. چندین کشور سفیران معتبر در ایتالیا دارند که بیشتر آن‌ها ساکن بروکسل، لندن یا پاریس هستند.

## سفارت‌ها
رم
| - افغانستان - آلبانی - الجزایر - آنگولا - آرژانتین - ارمنستان - استرالیا - اتریش - جمهوری آذربایجان - بحرین - بنگلادش - بلاروس - بلژیک - بنین - بولیوی - بوسنی و هرزگوین - برزیل - بلغارستان - بورکینافاسو - بوروندی - کامرون - کانادا - کیپ ورد - شیلی - چین - کلمبیا - جمهوری دموکراتیک کنگو - جمهوری کنگو - کاستاریکا - کرواسی - کوبا - قبرس - جمهوری چک - دانمارک - جمهوری دومینیکن - اکوادور | - مصر - السالوادور - گینه استوایی - اریتره - استونی - اتیوپی - فنلاند - فرانسه - گابن - گرجستان - آلمان - غنا - یونان - گواتمالا - گینه - هائیتی - سریر مقدس - هندوراس - مجارستان - هند - اندونزی - ایران - عراق - جمهوری ایرلند - اسرائیل - ساحل عاج - ژاپن - اردن - قزاقستان - کنیا - کوزوو - کویت - لتونی - لبنان - لسوتو - لیبریا | - لیبی - لیتوانی - لوکزامبورگ - ماداگاسکار - مالاوی - مالزی - مالی - مالت - موریتانی - مکزیک - مولدووا - موناکو - مغولستان - مونته‌نگرو - مراکش - موزامبیک - میانمار - هلند - نیوزیلند - نیکاراگوئه - نیجر - نیجریه - کره شمالی - مقدونیه شمالی - نروژ - عمان - پاکستان - پاناما - پاراگوئه - پرو - فیلیپین - لهستان - پرتغال - قطر - رومانی - روسیه | - سان مارینو - عربستان سعودی - سنگال - صربستان - اسلواکی - اسلوونی - سومالی - آفریقای جنوبی - کره جنوبی - جزایر مالتا - اسپانیا - سری‌لانکا - سودان - سوئد - سوئیس - تانزانیا - تایلند - تونس - ترکیه - ترکمنستان - اوگاندا - اوکراین - امارات متحده عربی - بریتانیا - ایالات متحده آمریکا - اروگوئه - ازبکستان - ونزوئلا - ویتنام - یمن - زامبیا - زیمبابوه |

## دفترهای نمایندگی
- تایوان (دفترهای نمایندگی تایپه)
- قبرس شمالی (دفتر نمایندگی)
- تشکیلات خودگردان فلسطین (دفتر فلسطین)

## کنسولگری‌ها
باری
- آلبانی
- کوزوو (دفتر کنسولگری)

بولونیا
- مولدووا (کنسولگری)
- مراکش (کنسولگری)
- مونته‌نگرو (کنسولگری)

فلورانس
- چین
- پرو
- ایالات متحده آمریکا

جنوآ
- جمهوری دومینیکن
- اکوادور
- پاناما
- پرو
- روسیه (کنسولگری)
- اسپانیا
- سوئیس
- تونس (کنسولگری)

میلان
| - آلبانی - الجزایر - آرژانتین - ارمنستان - استرالیا - اتریش - بنین (کنسولگری) - بوسنی و هرزگوین - برزیل - کانادا - شیلی - چین - کلمبیا - کرواسی - کوبا - جمهوری چک - دانمارک - جمهوری دومینیکن - اکوادور - مصر - السالوادور - اریتره - فرانسه - آلمان - یونان - مجارستان - هند - ایران - ژاپن - اردن | - کوزوو - کویت - لبنان - لیبی - مالزی (کنسولگری) - مکزیک - مراکش - هلند - نیوزیلند - پاکستان - پرو - فیلیپین - لهستان - قطر - رومانی - روسیه - سنگال (کنسولگری) - صربستان - آفریقای جنوبی - کره جنوبی - اسپانیا - سوئیس - تونس (کنسولگری) - ترکیه - اوکراین - بریتانیا - ایالات متحده آمریکا - اروگوئه - ونزوئلا |

ناپل
- فرانسه
- یونان
- پاناما
- اسپانیا
- تونس (کنسولگری)
- اوکراین
- بریتانیا (کنسولگری)
- ایالات متحده آمریکا
- ونزوئلا

پالرمو
- لیبی
- مراکش
- روسیه
- تونس (کنسولگری)

تریسته
- کرواسی
- صربستان
- اسلوونی
- رومانی

تورین
- مراکش (کنسولگری)
- پرو
- رومانی

ونیز
- یونان (کنسولگری)
- مقدونیه شمالی

## سفارت‌های معتبر
ساکن پاریس مگر اینکه به آن اشاره شود.
| - آندورا (آندورا لا ولا) - آنتیگوآ و باربودا (پایتخت) - باهاما (لندن) - باربادوس (بروکسل) - بوتسوانا (بروکسل) - برونئی - کامبوج - جمهوری آفریقای مرکزی - چاد (برلین) - کومور - جیبوتی - اسواتینی (لندن) - فیجی (بروکسل) - گامبیا (مادرید) - گینه بیسائو (لیسبون) - گویان (ژنو) - ایسلند - جامائیکا (ژنو) - قرقیزستان (ژنو) | - لائوس (ژنو) - مالاوی (بروکسل) - مالدیو (ژنو) - موریس - نامیبیا - نپال (ژنو) - پاپوآ گینه نو (بروکسل) - رواندا - ساموآ (بروکسل) - سائوتومه و پرنسیپ (بروکسل) - سیشل - سیرالئون (برلین) - سنگاپور (سنگاپور) - سورینام (بروکسل) - سوریه (وین) - تاجیکستان - توگو - تونگا (لندن) - ترینیداد و توباگو (ژنو) - وانواتو (بروکسل) |

## سفارت‌های سریر مقدس
ایالت واتیکان که تحت نظارت سریر مقدس اداره می‌شود، فضای کافی برای میزبانی سفارت ندارد. در نتیجه سفارت‌های معتبر در رم ایتالیا مستقر هستند.